# Гюйон, Феликс
Жан Казимир Феликс Гюйон (фр. Jean Casimir Félix Guyon; 21 июля 1831, Сен-Дени, о. Реюньон, — 20 июля 1920, Париж) — французский уролог. Президент Французской медицинской академии (с 1901) и Парижской академии наук (с 1913).

## Биография
Родился 21 июля 1831 года в Сен-Дени на острове Реюньон. Его отец Жан Батист Казимир Гюйон, выходец из Лорьяна, был морским хирургом. Мать, Роза Дельпи, креолка из Перигё. В 1835 году семья переехала в Шербур, где в следующем году отец в Париже защитил диссертацию по перемежающейся лихорадке, наблюдавшейся на Мадагаскаре. Семья поселилась в Нанте, где 24 марта 1846 года отец умер, оставив мать с четырьмя детьми.
В 1852 году он окончил медицинское отделение училища в Нанте — фактически, это был медицинский факультет университета, закрытого в 1793 году. С 1853 года работал в хирургической клинике А. Вельпо в Париже.
В 1858 году защитил диссертацию «Sur les cavités de l'utérus à l'état de vacuité» (Paris, 1858) и стал работать прозектором. В том же году он женился на своей кузине, приехавшей из Нового Орлеана. 
С 1863 года, после защиты диссертации «Des vices de conformation de l'urèthre chez l'homme et les moyens d'y remédier» — профессор хирургической патологии медицинского факультета Парижского университета. 
В 1870-х годах переключился преимущественно на работы в области урологии. В 1867 году организовал и возглавил в госпитале Неккера в Париже урологическое отделение, преобразованное в 1876 году в клинику, которой Гюйон руководил до 1906 года. 
С 1877 года — профессор патологической анатомии, с 1890 года — урологии. В 1877 году он был избран в Парижскую медицинскую академию, с 1901 года был её президентом.
Феликс Гюйон предложил метод пальпации почки при положении больного лёжа на спине (метод Гюйона); описал один из признаков баллотирующей почки (симптом Гюйона); разработал ряд урологических операций, метод лечения гонореи путем инстилляции (орошения) задней части уретры лекарственными растворами и предложены для этих целей эластичный катетер и шприц, а для расширения сужений мочеиспускательного канала — изогнутые металлические бужи. Эти инструменты носят его имя.
Гюйон также опубликовал работы о фиброзных опухолях матки (1860), пороках развития уретры у мужчин и методах их исправления (1863), об основах клинической хирургии (1873), лекции о циститах и воспалениях простаты (1888). Совместно с Бази в 1881—1883 годах он издал атлас болезней мочевых путей. Его клинические лекции о заболеваниях мочевых путей были переведены на русский язык и выдержали несколько изданий.
Был кавалером (1868), офицером (1893) и командором (1906) ордена Почётного легиона.